# Puig Perrús
El Puig Perrús és una muntanya de 1.208 metres que es troba al municipi de Sant Pau de Segúries, a la comarca catalana del Ripollès.